# Joanna Kapturska
Joanna Marta Kapturska z d. Frąckowiak (ur. 4 lipca 1986 w Poznaniu) – polska siatkarka, grająca na pozycji przyjmującej lub atakującej, reprezentantka Polski. 

## Przebieg kariery
| Lata                 | Klub                           |                   |                   |                   |                   |                   |                   |                   |                   |                   |
| Kariera juniorska    | Kariera juniorska              | Kariera juniorska | Kariera juniorska | Kariera juniorska | Kariera juniorska | Kariera juniorska | Kariera juniorska | Kariera juniorska | Kariera juniorska | Kariera juniorska |
| -------------------- | ------------------------------ | ----------------- | ----------------- | ----------------- | ----------------- | ----------------- | ----------------- | ----------------- | ----------------- | ----------------- |
| 1993–2001            | UKS Szamotulanin               |                   |                   |                   |                   |                   |                   |                   |                   |                   |
| 2001–2005            | Centrostal Bydgoszcz           |                   |                   |                   |                   |                   |                   |                   |                   |                   |
| Kariera seniorska    |                                |                   |                   |                   |                   |                   |                   |                   |                   |                   |
| 2005–2008            | AZS AWF Poznań                 |                   |                   |                   |                   |                   |                   |                   |                   |                   |
| 2008–2009            | Farmutil Piła                  |                   |                   |                   |                   |                   |                   |                   |                   |                   |
| 2009–2010            | All Fin CFL Volta Mantovana    |                   |                   |                   |                   |                   |                   |                   |                   |                   |
| 2010–2013            | BKS Aluprof Bielsko-Biała      |                   |                   |                   |                   |                   |                   |                   |                   |                   |
| 2013–2014            | Riso Scotti Pawia              |                   |                   |                   |                   |                   |                   |                   |                   |                   |
| 2014–2015            | Obiettivo Risarcimento Vicenza |                   |                   |                   |                   |                   |                   |                   |                   |                   |
| 2015–2016            | KS DevelopRes Rzeszów          |                   |                   |                   |                   |                   |                   |                   |                   |                   |
| 2016–2017            | KSZO Ostrowiec Świętokrzyski   |                   |                   |                   |                   |                   |                   |                   |                   |                   |
| 2018 (do 07.12.2018) | Radomka Radom                  |                   |                   |                   |                   |                   |                   |                   |                   |                   |
| 2019–2020            | KSZO Ostrowiec Świętokrzyski   |                   |                   |                   |                   |                   |                   |                   |                   |                   |

## Sukcesy klubowe

### juniorskie
Mistrzostwa Polski Juniorek:
- 2004, 2005

### seniorskie
Puchar Polski:
- 2005

Mistrzostwa Polski:
- 2005
- 2009, 2011

Superpuchar Polski:
- 2008, 2010